# Glenea newmani
Glenea newmani é uma espécie de escaravelho da família Cerambycidae. Foi descrita por James Thomson em 1874.